# Condado de Logan (Colorado)
O Condado de Logan é um dos 64 condados do Estado americano do Colorado. A sede do condado é Sterling, e sua maior cidade é Sterling. O condado possui uma área de 4 778 km² (dos quais 16 km² estão cobertos por água), uma população de 20 504 habitantes, e uma densidade populacional de 4 hab/km² (segundo o censo nacional de 2000). O condado foi fundado em 1887.